# رالي كتالونيا 2019
رالي كتالونيا 2019 هو سباق رالي أقيم في الفترة من 24 إلى 27 أكتوبر 2019 في طراغونة. كان الجولة الثالثة عشر ضمن بطولة العالم للراليات موسم 2019. تكون الرالي من 17 مرحلة. فاز نوفيل تييري ببطولة السائقين.